# S. D. Perry
Stephani Danielle Perry, nota come S. D. Perry (14 marzo 1970), è una scrittrice di fantascienza statunitense.
È autrice di numerosi romanzi di fantascienza e dell'orrore basati su media franchise a diffusione mondiale.
Tra le sue opere, i sette titoli della serie Resident Evil nonché romanzi su Star Trek, Alien e Predator in collaborazione con altri autori. È anche autrice di numerose sceneggiature e racconti brevi. Altre sue opere sono adattamenti di Timecop e Virus. Col nome di Stella Howard ha scritto un romanzo originale basato sulla serie televisiva di Xena - Principessa guerriera.
Vive a Portland, nell'Oregon, con il marito e i suoi adorati cani. È figlia dello scrittore Steve Perry.

## Opere

### Aliens
- 1993 Aliens - Book 3: The Female War, di Stephani e Steve Perry
- 1996 Labyrinth romanzo sulla gerarchia delle Xenoformes.
- 1998 Berserker romanzo originale ambientato nel pianeta di Alien.

### Resident Evil
- 1998 Tyrant il distruttore (The Umbrella Conspiracy) - trasposizione letteraria del primo videogioco della serie, Resident Evil.
- 1998 Caliban Cove - romanzo originale ambientato nella baia di Caliban Cove.
- 1999 La città dei morti (City of Dead) - trasposizione letteraria del secondo videogioco della serie, Resident Evil 2.
- 1999 L'orrore sotterraneo (Underworld) - romanzo originale.
- 2000 Resident Evil - Nemesis - trasposizione letteraria del terzo videogioco della serie, Resident Evil 3: Nemesis.
- 2001 Codice Veronica (Code Veronica) - trasposizione letteraria del quarto videogioco della serie, Resident Evil Code: Veronica.
- 2004 Resident Evil - Zero Hour - trasposizione letteraria del videogioco Resident Evil Zero.

### Star Trek: Deep Space Nine
- 2001 The Transformation.
- 2003 Rising.
- 2003 Unity.
- 2010 Inception.